# スマイリー園田
スマイリー園田（スマイリー そのだ、1975年〈昭和50年〉1月23日 - ）は、鹿児島県を拠点に活動する日本のローカルタレント、ディスクジョッキー、ミュージシャン。MBCタレントの一員でもある。

## 略歴

### 生い立ち
鹿児島県姶良郡加治木町出身で、後も在住しており離婚後は実家で母と2人暮らしをしている。血液型はO型。
加治木町立加治木中学校を経て鹿児島県立加治木高等学校に入学。高校生の頃からラジオ番組が好きで、『古田新太のオールナイトニッポン』やドリアン助川の番組などを、よく聴いていた。

## 大学時代
1993年（平成5年）、鹿児島大学法文学部へ入学。大学時代の趣味は映画、釣り、旅、スポーツで、バーテンダー、家庭教師、警備員、酒屋の配達のアルバイトも経験。
大学在学中の1994年（平成6年）11月、「つまらなかった大学生活を根底からぶち壊そう」と加治木高校の同級生を中心として、加治木高校卒の8人と鹿児島県立加治木工業高等学校卒1人の計9人で結成し、「ただのバンドじゃつまらないから」と9人中3人はダンサーで構成した、お笑いコミックバンドを結成。バンド名は、西郷どんを略して「S.G.D」と命名。
TEENS' MUSIC FESTIVAL'94の全国大会に6千組以上の参加者の中から勝ち抜いた23組として出場し「ティーンズ大賞」「あんたが大賞」「オーディエンス大賞」と史上初の3冠受賞し、日本一に輝く。頭髪は薄茶に染め、革のパンツとTシャツ姿という出で立ちだったが「街を歩いていると女子高校生が握手を求めてきたり、手を振ったりして、気分が良かった」と語る状態であった。その一方、園田は「自分はチヤホヤされると人並み以上のパワーを出すが、邪険にされると凡人以下になる」とも語っていた。
S.G.Dとして、1995年（平成7年）7月29日の「吹上浜砂の祭典」、同年12月の「ホワイトクリスマス・イン・グルメ通り&テンパーク」、1996年（平成8年）1月15日の鹿児島市「新成人のつどい」でも歌と演奏を披露する。
1995年（平成7年）10月8日、優秀者にはメジャー・デビューのチャンスも与えられる第4回・ヤマハ・ミュージック・クエストジャパンファイナルにS.G.Dとして参加し、地区大会を勝ち抜き静岡県で開催された本選に出場するも、受賞を逃す。
20歳頃、引きこもりになり、一時は死を意識する状態になる。
鹿児島相互信用金庫の顧客組織「杉の子会」は、1997年（平成9年）3月に休校となった鹿児島市立改新小学校区の人々を励まそうと、古里町内会などと協力して古里地区で、1997年（平成9年）8月30日に夏祭りを開催。その準備過程において、杉の子会と住民が歌詞と振り付けを考えた音頭「改新音頭」は、園田が作曲と曲の吹き込みを担当し、明るい曲調に仕上げる。
大学3年生の1997年（平成9年）10月、開局した鹿児島シティエフエムにおいて帯番組『ラブラブ倶楽部』を、月曜から金曜の午後5時5分から7時まで担当。天文館の中心部に位置する千日通りのアーケードにおけるスタジオで生放送を行うこの番組は、ほとんどのリスナーが中高生で開局から4か月でファックス千通が届いた人気番組であった。
バンド活動に熱中し大学に8年間在籍したが、単位不足により2001年（平成13年）3月末を以て除籍となる。

## ローカルタレント就業後
MBC南日本放送へは大学生時代よりアルバイトとして出入りし始めており、2000年（平成12年）4月からラジオ番組『ユアヒットパレード』のディスクジョッキーとなり、同年10月よりMBCタレントとしてMBC公式ウェブサイトにも掲載され活動。MBCタレント・ほいで吉俣とラジオ番組『内田詠子のGO!GO!GO!』へ出演してボケたり、ラジオ番組『土曜はおまかせ「うねうねWEEKEND」』など数多くの番組での中継リポーター等を経る。2001年（平成13年）10月7日からは『スマイリー園田のLive Alive』が開始。
共演者から「空回りトーク」と揶揄されることも多いが、猪俣睦彦や野口たくおのように軽妙な鹿児島弁もこなせ、標準語での語りも可能。長年引き継がれ放送されており、自身がディスクジョッキーを務めるラジオ番組『ユアヒットパレード』などラジオ番組のほか、『えっちゃんのたんぽぽ倶楽部』等におけるMBCラジオでのラジオショッピングに出演する時期もある。
2003年（平成15年）3月23日には、KYT児島読売テレビの音楽番組『AMP』を担当するアナウンサーの長嶋崇彦、KYTのディレクター、鹿児島市の音楽総合ショップ・十字屋クロスの主任を含めた計4名で、洋楽のプロモーション・ビデオを上映する無料イベント「Go The Rock」を十字屋CROSSホールで開催。九州の洋楽コンサートは、どんな大物でも客席が埋まらないという逆風を打破し、人気不振が続く洋楽を何とか盛り上げたいという思いから、福岡県で開催されているイベント「Go The Rock」の熱意にうたれ開催した鹿児島版であり、第1回はフー・ファイターズを特集し、レコード会社から提供を受けたプロモーション・ビデオを上映し、4人のこだわりの音楽も紹介した。
南九州サンクスは2009年（平成21年）5月19日から6月1日まで鹿児島県内におけるサンクス81店舗で、MBC南日本放送との共同企画として、おふくろの味を思い出しながら、母の協力を得て園田が発案した「サンクスおかん弁当」と、ギターをモチーフに園田が考案した調理パン「はみ出しロックンロール」を販売。
2009年（平成21年）12月20日、飲酒し酩酊した状態において、暮らしている実家の二階にある自室から転落して脳挫傷を起こし、瀕死の重体に陥ったものの手術を経て2か月間の入院後、無事生還。事故から4か月後の4月10日『土曜はおまかせ「うねうねWEEKEND」』にて現場復帰。後遺症も無く、その後も事故以前と変わらずにラジオ番組や司会業を主体に活動している。
2016年（平成28年）に日置市東市来町湯之元で行われた日本エアギター選手権の鹿児島予選で司会を行って以降、日本エアギター選手権の予選や全国大会決勝が鹿児島県で行われる際には審査員や司会として関わっており、2018年（平成30年）7月15日に鹿児島県出水郡長島町で行われた全国大会決勝では、前座として舞台上でエア・ギター講座を披露。2019年（令和2年）4月1日に設立された、鹿児島県エアギター協会では最高顧問も務める。
2022年（令和4年）11月21日放送の『YOUは何しに日本へ?』では、オーストラリア出身の男性が鹿児島県出身の恋人である女性の両親に、結婚を認めてもらうため2人で挨拶へ行く前に立ち寄った、女性の母親が経営する鹿児島県姶良市の居酒屋に登場し、女性の父親について語るが、その語気強めの話し方に収録映像を見ていたバナナマンから「スマイリーさん!」と突っ込まれていた。

## 人物
ニックネームの「スマイリー」の由来を自身は「ヤマハミュージッククエストのジャパンファイナルの打ち上げの際に、うじきつよしさんから『君、笑顔がいいよねぇ』と言われたことと、カールスモーキー石井さんに憧れていたので、片仮名と名字の芸名を付けたくて、名乗り始めました」と述べている。
眼鏡に加え、10年来伸ばしていたという長髪を束ねた風貌であったが、実家の窓から転落した事故の際に剃髪して以来、短髪である。スマイリー園田のLive Aliveなどでよく着用している衣装の、カラフルなジャケットは母の手作り。
かつてはロックTシャツの収集を行うなどファッションが趣味で、おしゃれなTシャツマニアとして雑誌に載ったこともあった洋服好きであったが、バレーボール塾開催を機にそれらのオシャレ着を処分。外出する際には、ウインドブレーカーにスポーツ用のスラックスにポロシャツとスポーツウェアばかり着るようになった。
居酒屋情報、鹿児島の文化、風俗、音楽や最新の流行に至るまで詳しい。料理作りとロックも好きで、レコード収集、ライブ鑑賞も行う。「SLAM DUNK」は、読んで号泣する程好きである。
尊敬する人として、ジョン・レノン、ミック・ジャガー、ジミ・ヘンドリックス、カート・コバーン、ジャニス・ジョプリン、松本人志、奥田民生の名を挙げている。
コロナ禍により、志半ばで引退せざるを得なかった中学生の女子を不憫に思い、2020年（令和2年）4月から姶良市加治木の体育館において姶良市内外のバレーボール好きの学生などを集たバレーボール塾「スマ塾」をボランティアで開催し指導。特に、中学3年生で部活動を引退した子が高校になる前に体がなまらないよう、高校バレー等へ前進できる手助けができたらという目的で実施。バレーの楽しさや試合に出る喜びを再確認してもらい、もっとバレーを好きになってもらえたらという園田の思いも反映している。それゆえに指導方針は、勝利は狙うが勝利にこだわるあまり自尊心やバレーを好きな心を傷つけてしまっては本末転倒ということで、技術や体力の向上も目指しつつも自尊心を傷つけないことを最優先で配慮し、子供たちの自己肯定感を高めてあげられるよう導く、楽しいバレーで勝つバレーを目標としているため園田は開催以来、一度たりとも怒鳴りつけたり怒号を浴びせて怒りまくったりはしていない。
後に、バレーホールを辞めざるを得なくなった子、バレー部から離さざるを得ない状況に追いやられた子を救ってあげたい状況に直面した園田は、周囲の声や子供たちからの要望もありスマ塾をクラブチーム化する決意を固め、鹿児島県のバレーボール協会や鹿児島県中学校体育連盟の登録申請も行い地域のスポーツ団体として、2024年（令和6年）4月6日から認可された。
大山酒造「伊佐大泉」のCMにも多数出演しており、コマーシャルソングも歌っている。パチンコMORINAGAのCM「オヤジバンド編」でも、ラジオCM版のコマーシャルソングを歌っている。2024年（令和6年）6月下旬からはMBCラジオにおいて、園田が作詞・作曲して歌唱し、佐々木信彦が編曲を担当しMBCタレントの上園歩美がバックコーラスを担当した「radikoの唄」のCMが放送されており、2025年（令和7年）4月には鹿児島広告協会賞の優秀広告賞を受賞。2025年（令和7年）6月からラジオで放送されている南日本工務店のコマーシャルソングも、同じ3名により同じ役割で作成されている。

## 出演

### ラジオ

#### MBC南日本放送
- ユアヒットパレード（2000年4月2日 - ）
- I LOVE あいらじお（2017年5月16日 - [注釈 12]）
- スマイリー園田のLive Alive（2001年10月7日 - 2019年3月31日）
- Precious Music（2011年4月6日 - 2013年3月28日[注釈 13]）

#### MBC以外
- ラブラブ倶楽部（1997年10月1日 - 1998年、鹿児島シティエフエム[注釈 14]）
- スマイリー園田の脳天気マンデー（2018年3月26日 - 、あいらびゅーFM[注釈 15][注釈 16]）
- スマイリー園田の何か質問でも?（2021年10月1日 - 、あいらびゅーFM[注釈 17][注釈 16]）
- No Rock No Life（2018年10月4日 - 2020年9月24日、あいらびゅーFM[注釈 18][注釈 16]）
- スマイリー園田のゴキゲンfine!!（2018年1月4日 - 9月27日、あいらびゅーFM[注釈 18][注釈 16]）

### テレビ
- どーんと鹿児島[注釈 19]
- mixx[注釈 19]
- ズバッと!鹿児島[注釈 19]

### CM
| 企業・商品                                     | 備考                                                                         |
| ---------------------------------------------- | ---------------------------------------------------------------------------- |
| 鹿児島ダイハツ販売                             | ラジオでのスポットCM。                                                       |
| キリンビール一番搾りキャンペーン               | ラジオでのスポットCM。                                                       |
| タイヤタウン                                   | ラジオでのスポットCM。                                                       |
| パチンコMORINAGA ラジオ版「オヤジバンド編」    | ラジオでのスポットCM。                                                       |
| radikoでMBC                                    | ラジオでのスポットCM。                                                       |
| 南日本工務店                                   | ラジオでのスポットCM。                                                       |
| 大山酒造 伊佐大泉「詩の樹 編」                 |                                                                              |
| 大山酒造 伊佐大泉「クラブ不二編 編」           |                                                                              |
| 大山酒造 伊佐大泉「ソウルマスターズカフェ 編」 |                                                                              |
| 大山酒造 伊佐大泉「わっか加治木 編」           |                                                                              |
| 大山酒造 伊佐大泉「男の隠れ家 編」             |                                                                              |
| 大山酒造 伊佐大泉「男の修業 編」               |                                                                              |
| 大山酒造 伊佐大泉「健康第一 編」               |                                                                              |
| 大山酒造 伊佐大泉「スキャンダルな夜 編」       |                                                                              |
| 大山酒造 伊佐大泉「ナイスアシスト 編」         |                                                                              |
| 大山酒造 伊佐大泉「CM効果？ 編」               |                                                                              |
| 大山酒造 伊佐大泉「かごんま伝説 編」           |                                                                              |
| 大山酒造 伊佐大泉「とある酒場にて 編」         |                                                                              |
| 大山酒造 伊佐大泉「CM SONG 編」                |                                                                              |
| 大山酒造 伊佐大泉「史上最大の戦い 編」         |                                                                              |
| 大山酒造 伊佐大泉「LOVE 編」                   |                                                                              |
| 大山酒造 伊佐大泉「カワイイ女子会 編」         |                                                                              |
| 大山酒造 伊佐大泉「出入り 編」                 |                                                                              |
| 大山酒造 伊佐大泉「ボール？ 編」               |                                                                              |
| 大山酒造 伊佐大泉「よくある日常 編」           |                                                                              |
| 大山酒造 伊佐大泉「LIVE 編」                   |                                                                              |
| 大山酒造 伊佐大泉「”釣る” 編」                 |                                                                              |
| 大山酒造 伊佐大泉「国技 編」                   |                                                                              |
| 大山酒造 伊佐大泉「ブーム 編」                 |                                                                              |
| 大山酒造 伊佐大泉「政見放送風 編」             |                                                                              |
| 大山酒造 伊佐大泉「車買う 編」                 |                                                                              |
| 大山酒造 伊佐大泉BLACK「パロディ 編」          |                                                                              |
| 大山酒造 伊佐大泉BLACK「男の選択 編」          |                                                                              |
| 大山酒造 伊佐大泉「福寿 編」                   | 従業員が消防団員として登場。市役所職員の出演が後に問題となり非公開となった。 |
| 大山酒造 伊佐大泉「自由人 編」                 | 監督と主演はスマイリー園田。                                                 |
| 大山酒造 伊佐大泉BLACK「晴れ男 編」            |                                                                              |
| 大山酒造 伊佐大泉「はいきゅー 篇」             | 監督と主演はスマイリー園田。                                                 |
| 大山酒造 伊佐大泉「ひざ 編」                   |                                                                              |
| radikoの歌                                     | MBCラジオでのスポットCM。                                                    |